# Joaquim Cândido de Andrade
Joaquim Cândido de Andrade ( – Rio de Janeiro, 24 de fevereiro de 1915) foi um médico brasileiro.
Foi eleito membro da Academia Nacional de Medicina em 1899, com o número acadêmico 198, na Cadeira 36, que tem Firmino von Doellinger da Graça como patrono.